# Valbeleix
Valbeleix est une commune française, située dans le département du Puy-de-Dôme en région Auvergne-Rhône-Alpes.

## Géographie

### Localisation
Située à 800 mètres d'altitude, Valbeleix est située dans le parc naturel régional des Volcans d'Auvergne, à 30 km d'Issoire, à 12 km de Besse-et-Saint-Anastaise et à 16 km de la station de ski de Super-Besse.
| Saint-Pierre-Colamine    | Saint-Diéry | Courgoul                 |
| Besse-et-Saint-Anastaise | Valbeleix   | Chassagne                |
| Compains                 |             | Roche-Charles-la-Mayrand |

### Géologie et relief

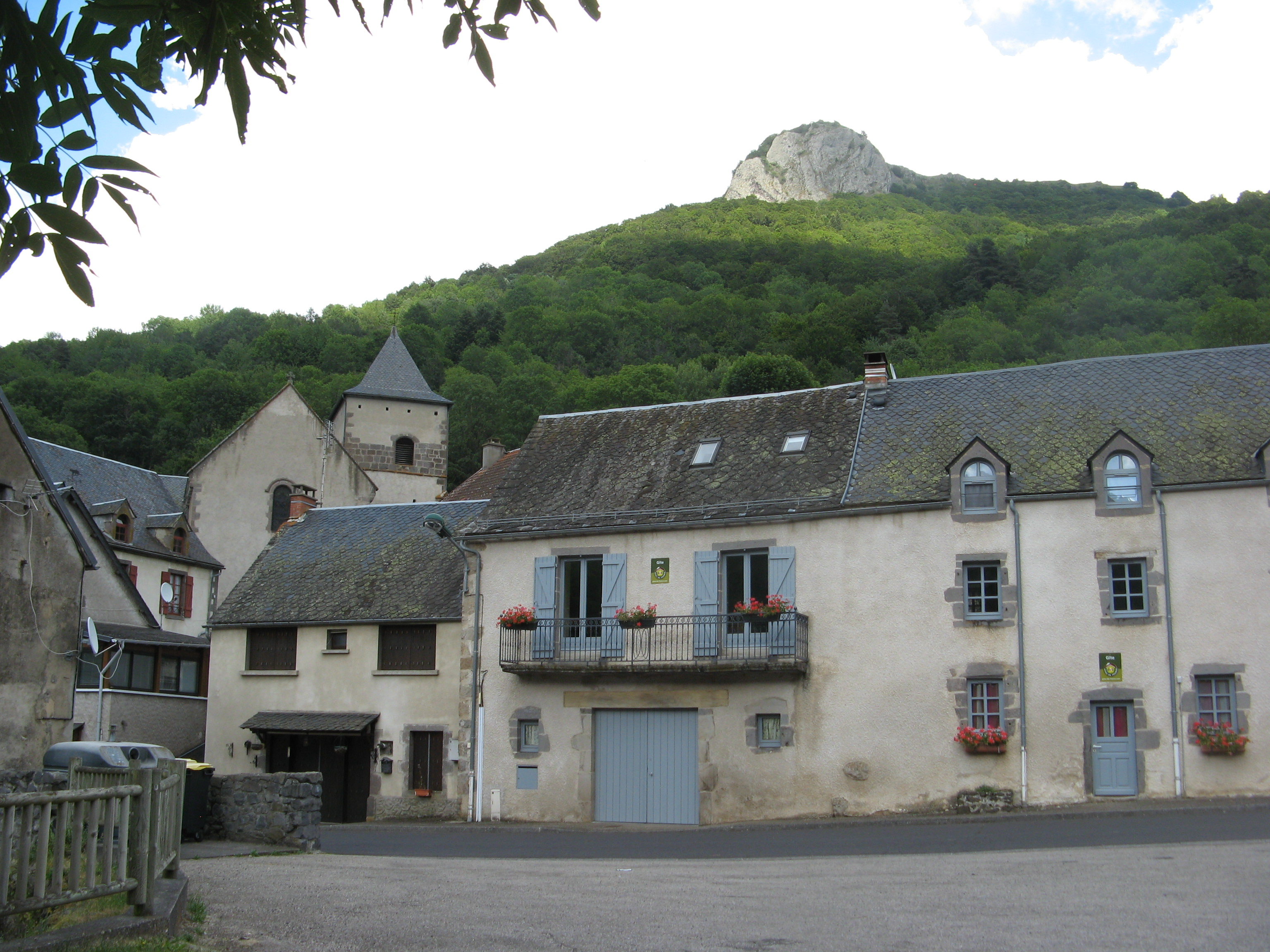
Le village dominé par la roche Nité.

Les points culminants de la commune sont : le rocher de l'Aigle 1 199 m, la Coustonnas 1 184 m, la roche Nité 1 180 m, le pic Saint-Pierre 993 m.

### Hydrographie
La commune est traversée du sud-ouest au nord-est par la Couze de Valbeleix.

### Climat
Pour des articles plus généraux, voir Climat d'Auvergne-Rhône-Alpes et Climat du Puy-de-Dôme.
En 2010, le climat de la commune est de type climat des marges montagnardes, selon une étude du Centre national de la recherche scientifique s'appuyant sur une série de données couvrant la période 1971-2000. En 2020, Météo-France publie une typologie des climats de la France métropolitaine dans laquelle la commune est exposée à un climat de montagne ou de marges de montagne et est dans la région climatique  Nord-est du Massif Central, caractérisée par une pluviométrie annuelle de 800 à 1 200 mm, bien répartie dans l’année. 
Pour la période 1971-2000, la température annuelle moyenne est de 9 °C, avec une amplitude thermique annuelle de 15,8 °C. Le cumul annuel moyen de précipitations est de 1 039 mm, avec 11 jours de précipitations en janvier et 8,3 jours en juillet. Pour la période 1991-2020, la température moyenne annuelle observée sur la station météorologique de Météo-France la plus proche, « Anzat-le-Luguet_sapc », sur la commune d'Anzat-le-Luguet à 16 km à vol d'oiseau, est de 7,5 °C et le cumul annuel moyen de précipitations est de 1 207,2 mm,. Pour l'avenir, les paramètres climatiques de la commune estimés pour 2050 selon différents scénarios d'émission de gaz à effet de serre sont consultables sur un site dédié publié par Météo-France en novembre 2022.

## Urbanisme

### Typologie
Au 1er janvier 2024, Valbeleix est catégorisée commune rurale à habitat très dispersé, selon la nouvelle grille communale de densité à sept niveaux définie par l'Insee en 2022.
Elle est située hors unité urbaine et hors attraction des villes,.

### Occupation des sols
L'occupation des sols de la commune, telle qu'elle ressort de la base de données européenne d’occupation biophysique des sols Corine Land Cover (CLC), est marquée par l'importance des forêts et milieux semi-naturels (59 % en 2018), en augmentation par rapport à 1990 (55 %). La répartition détaillée en 2018 est la suivante : forêts (53,5 %), prairies (26,4 %), zones agricoles hétérogènes (14,6 %), milieux à végétation arbustive et/ou herbacée (5,4 %). L'évolution de l’occupation des sols de la commune et de ses infrastructures peut être observée sur les différentes représentations cartographiques du territoire : la carte de Cassini (XVIIIe siècle), la carte d'état-major (1820-1866) et les cartes ou photos aériennes de l'IGN pour la période actuelle (1950 à aujourd'hui).

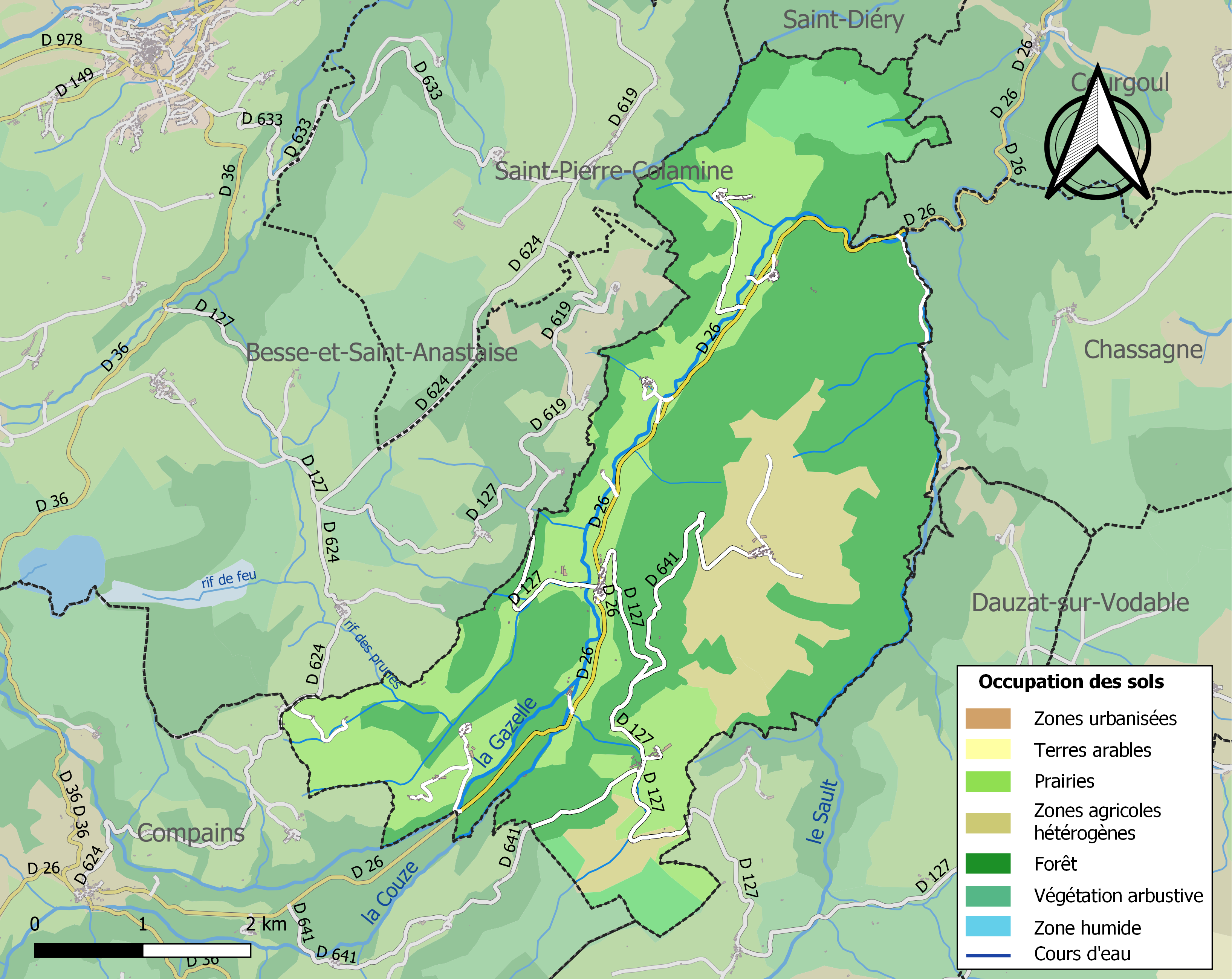
Carte des infrastructures et de l'occupation des sols de la commune en 2018 (CLC).

### Hameaux, lieux-dits et écarts (altitude)
Le Vernet 760 m, Marcenat 845 m, la Valette 740 m, la Chavade 1 130 m, Vauzelle 1 022 m, le Verdier 800 m, le Cabaret 930 m, Brolier 910 m.
Espradoux, Prat, Lagarde, la Tourette, Costabro, les Mets, le Moulin de Sparanat, Brohaud, Blatte-Haut, Blatte-Bas, Lamouret, Bois-de-Mont, la Prade, Charmassière, Chavessière.

### Voies de communication et transports
La commune est traversée par la route départementale (RD) 26 qui conduit à Courgoul, Saurier, Saint-Floret en direction du nord-est vers Issoire et en direction du sud-ouest vers Condat via Compains et Espinchal. Cette route longe la Couze de Valbeleix ; ainsi que par la RD 127 qui conduit à Besse-et-Saint-Anastaise (Saint-Anastaise puis Besse-en-Chandesse) en direction du nord-ouest, et Roche-Charles-la-Mayrand en direction du sud-est.

## Histoire
Le village de Valbeleix (parfois orthographié Valebeleix ou Verbelet) s'appelait auparavant Bosbeleix.
Pendant de nombreux siècles, la seigneurie de Valbeleix fut la propriété de la puissante famille de Saint Nectaire.
À partir de 1526, et jusqu'à la fin du XIXe siècle, se tenait une importante foire au mois d'août, semblable à celles de Brion sur la commune voisine de Compains. La force de ces foires, étaient le marchandage de bestiaux, dans une région très rurale et agricole.
Le pont Charras, à la sortie du village en direction de Besse, a été construit dans le milieu du Moyen Âge. Le seigneur du Valbeleix, partant pour les croisades, avait décidé la construction de ce pont afin de faciliter le franchissement de la Couze du Valbeleix. Il faisait offrir, à chaque personne passant le pont et s'acquittant d'un droit de passage, un petit pain rond bombé, appelé « Pompe ». Ce fait est à l'origine de la tradition de la fête patronale de la Pentecôte, où, à l'issue de la messe, une procession part pour le pont. Alors ces pains et de la brioche sont distribués aux habitants.
Autrefois, le 29 juin, jour de la saint Pierre, un pèlerinage partait du village pour rejoindre le sommet du Pic Saint Pierre, et la croix à son sommet.
À la révolution, le village est fortement touché par les événements, notamment sur le plan religieux. Le cloché et une partie de la voute de l'église est en effet détruite, alors que le prêtre de la commune, Paul Valeix, s'enfuit et, qu'il est finalement déporté comme prêtre réfractaire. Le prêtre Danglard, curé de Beaumont, son ami, a relaté son parcours dans l'ouvrage De Clermont à Genève, journal d'un prêtre déporté en 1792. Le récit relate, outre la destruction partielle de l'église, le fait que des prêtres réfractaires auraient célébré des messes clandestines dans la grotte nichée dans la Roche Nité. L'église est quant à elle restaurée sous la Restauration, et le clocher est terminé dans sa forme actuelle en 1835.
Pendant la Seconde Guerre mondiale, des réseaux de résistances notamment ceux du maquis du Petit-Parry sur la commune de Roche-Charles-la-Mayrand, et du maquis de Belleguette sur la commune de Compains, s'organisent dans les lieux isolés. Synonyme de ses lieux parfois oubliés, il existe, surplombant la vallée de Sault, dans la roche dite de la plaine, une grotte, d'origine volcanique, où des résistants se sont cachés.

## Politique et administration

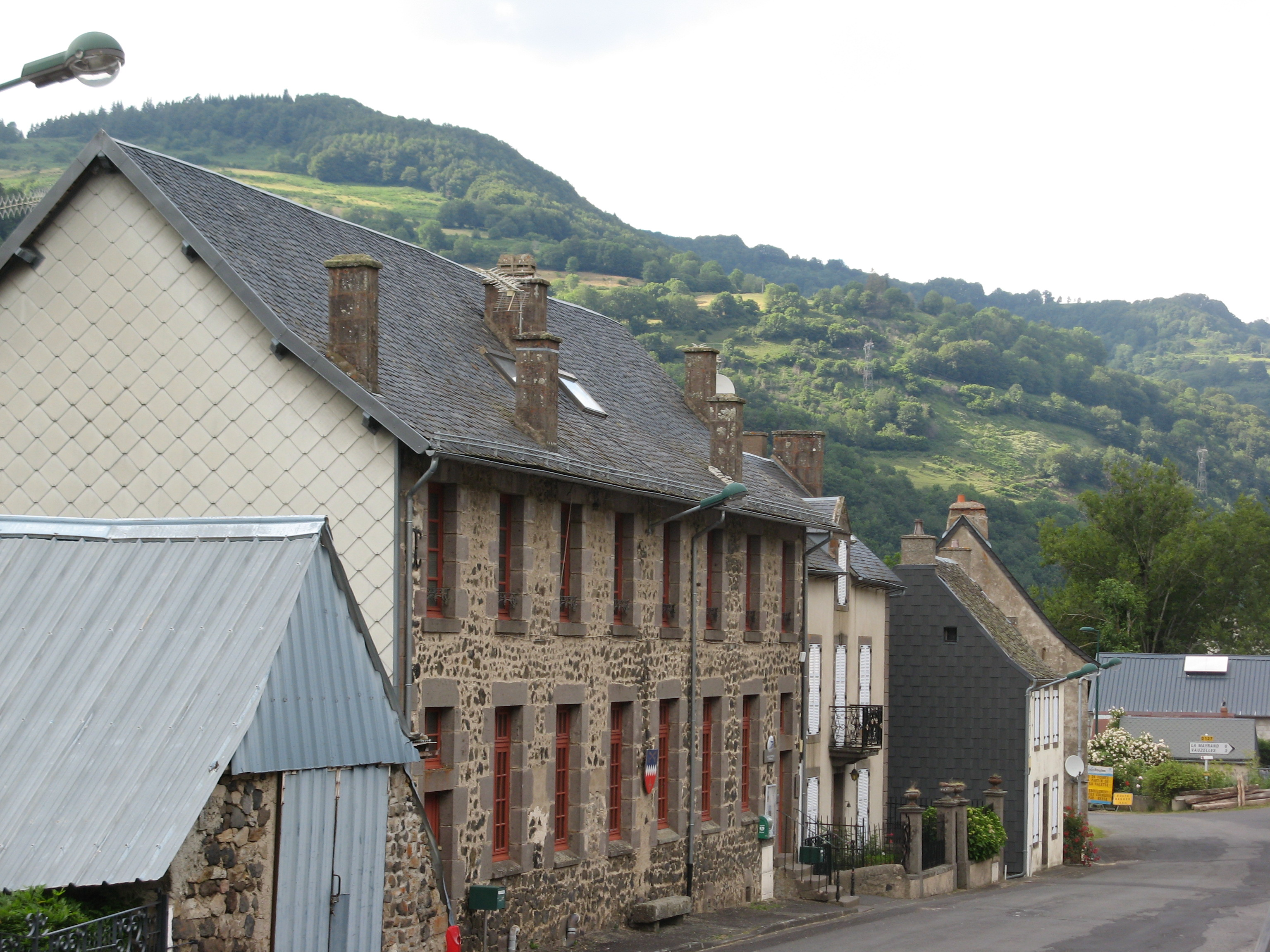
Mairie.

### Découpage territorial
La commune de Valbeleix est membre, depuis le 1er janvier 2012, de la communauté de communes du Massif du Sancy, un établissement public de coopération intercommunale (EPCI) à fiscalité propre créé le 10 décembre 1999 dont le siège est au Mont-Dore. Ce dernier est par ailleurs membre d'autres groupements intercommunaux.
Sur le plan administratif, elle est rattachée à l'arrondissement d'Issoire, à la circonscription administrative de l'État du Puy-de-Dôme et à la région Auvergne-Rhône-Alpes. Jusqu'en mars 2015, elle faisait partie du canton de Besse-et-Saint-Anastaise.
Sur le plan électoral, elle dépend du canton du Sancy pour l'élection des conseillers départementaux, depuis le redécoupage cantonal de 2014 entré en vigueur en 2015, et de la troisième circonscription du Puy-de-Dôme pour les élections législatives, depuis le dernier découpage électoral de 2010.

### Élections municipales et communautaires

#### Élections de 2020
Le conseil municipal de Valbeleix, commune de moins de 1 000 habitants, est élu au scrutin majoritaire plurinominal à deux tours avec candidatures isolées ou groupées et possibilité de panachage. Compte tenu de la population communale, le nombre de sièges à pourvoir lors des élections municipales de 2020 est de 11. La totalité des candidats en lice est élue dès le premier tour, le 15 mars 2020, avec un taux de participation de 70,92 %.

#### Chronologie des maires
| Période                                  | Période                       | Identité           | Étiquette | Qualité                                       |
| ---------------------------------------- | ----------------------------- | ------------------ | --------- | --------------------------------------------- |
| Les données manquantes sont à compléter. |                               |                    |           |                                               |
| 1808                                     | 1817                          | Jean Brassier      |           |                                               |
| 1817                                     | 1832                          | Pierre Danglard    |           |                                               |
| 1832                                     | 1847                          | Jean Verdier       |           |                                               |
| 1847                                     | 1851                          | Antoine Roche      |           |                                               |
| 1851                                     | 1888                          | Blaise Champeix    |           |                                               |
| 1888                                     | 1920                          | Felix Aubeuf       |           | Cultivateur                                   |
| 1920                                     | 1942                          | Antoine Chandezon  |           |                                               |
| 1942                                     | 1947                          | Alfred Aubeuf      |           | Propriétaire exploitant à Vauzelle (Vozelles) |
| 1947                                     | 1965                          | Gustave Guerin     |           | agriculteur                                   |
| 1965                                     | 1976                          | Antoine Chandezon  |           | Médecin                                       |
| 1976                                     | 1977                          | Maurice Gérémy     |           |                                               |
| 1977                                     | 2008                          | Roger Gatignol     |           | Agent D'assurances                            |
| 2008                                     | 2019 (démission)              | Catherine Gatignol |           | Guide en patrimoine                           |
| 2019                                     | En cours (au 14 juillet 2021) | Elsa Lancelle      |           | Aide soignante en EHPAD                       |

## Population et société

### Démographie

#### Évolution démographique
L'évolution du nombre d'habitants est connue à travers les recensements de la population effectués dans la commune depuis 1793. Pour les communes de moins de 10 000 habitants, une enquête de recensement portant sur toute la population est réalisée tous les cinq ans, les populations de référence des années intermédiaires étant quant à elles estimées par interpolation ou extrapolation. Pour la commune, le premier recensement exhaustif entrant dans le cadre du nouveau dispositif a été réalisé en 2006.

En 2022, la commune comptait 145 habitants, en évolution de +12,4 % par rapport à 2016 (Puy-de-Dôme : +2,1 %, France hors Mayotte : +2,11 %).
| 1793 | 1800 | 1806 | 1821 | 1831 | 1836 | 1841 | 1846 | 1851 |
| ---- | ---- | ---- | ---- | ---- | ---- | ---- | ---- | ---- |
| 947  | 903  | 965  | 872  | 929  | 870  | 889  | 884  | 838  |

| 1856 | 1861 | 1866 | 1872 | 1876 | 1881 | 1886 | 1891 | 1896 |
| ---- | ---- | ---- | ---- | ---- | ---- | ---- | ---- | ---- |
| 840  | 760  | 698  | 676  | 677  | 703  | 669  | 621  | 590  |

| 1901 | 1906 | 1911 | 1921 | 1926 | 1931 | 1936 | 1946 | 1954 |
| ---- | ---- | ---- | ---- | ---- | ---- | ---- | ---- | ---- |
| 580  | 584  | 479  | 425  | 414  | 416  | 388  | 394  | 327  |

| 1962 | 1968 | 1975 | 1982 | 1990 | 1999 | 2006 | 2011 | 2016 |
| ---- | ---- | ---- | ---- | ---- | ---- | ---- | ---- | ---- |
| 292  | 230  | 209  | 194  | 187  | 152  | 152  | 137  | 129  |

| 2021 | 2022 | - | - | - | - | - | - | - |
| ---- | ---- | - | - | - | - | - | - | - |
| 138  | 145  | - | - | - | - | - | - | - |

#### Pyramide des âges
La population de la commune est relativement âgée.
En 2018, le taux de personnes d'un âge inférieur à 30 ans s'élève à 30,2 %, soit en dessous de la moyenne départementale (34,2 %). À l'inverse, le taux de personnes d'âge supérieur à 60 ans est de 35,7 % la même année, alors qu'il est de 27,9 % au niveau départemental.
En 2018, la commune comptait 68 hommes pour 60 femmes, soit un taux de 53,13 % d'hommes, largement supérieur au taux départemental (48,41 %).
Les pyramides des âges de la commune et du département s'établissent comme suit.
| Hommes | Classe d’âge | Femmes |
| ------ | ------------ | ------ |
| 0,0    | 90 ou +      | 1,7    |
| 10,1   | 75-89 ans    | 20,0   |
| 21,7   | 60-74 ans    | 18,3   |
| 14,5   | 45-59 ans    | 13,3   |
| 23,2   | 30-44 ans    | 16,7   |
| 11,6   | 15-29 ans    | 11,7   |
| 18,8   | 0-14 ans     | 18,3   |

| Hommes | Classe d’âge | Femmes |
| ------ | ------------ | ------ |
| 0,7    | 90 ou +      | 2,1    |
| 7,4    | 75-89 ans    | 10,2   |
| 17,7   | 60-74 ans    | 18,6   |
| 20,2   | 45-59 ans    | 19,2   |
| 18,4   | 30-44 ans    | 17,4   |
| 18,6   | 15-29 ans    | 17,2   |
| 17     | 0-14 ans     | 15,3   |

## Culture locale et patrimoine
| - Croix de cimetière - Base de l'ancienne lanterne des morts |

### Lieux et monuments
Le village de Valbeleix possède près de l'église une croix de cimetière du XVIe siècle classée aux monuments historiques en 1904 ainsi qu'une lanterne des morts.
À 1 150 mètres, au bord du plateau qui domine la vallée glaciaire du Valbeleix, un affleurement de lave, la Roche Nité, permet d'admirer un paysage magnifique. La disposition du site y étant favorable, de nombreux amateurs viennent y pratiquer le parapente. Situé à la limite entre Valbeleix et Courgoul, à proximité de la D 26, un pont gallo-romain enjambe la Couze de Valbeleix.
Située dans un environnement protégé, la commune fait partie de la zone Natura 2000 zone de protection spéciale (directive Oiseaux), ainsi que de la zone naturelle d'intérêt écologique, faunistique et floristique. La commune fait également partie du parc naturel régional des Volcans d'Auvergne.

### Personnalités liées à la commune
- Guillaume Thourein[32](? Valbeleix - 1792 à Vic-le-Comte), curé de Vic-le-Comte, député du clergé aux États généraux de 1789.
- Maurice Adevah-Pœuf (1943-2021), homme politique, député du Puy-de-Dôme (1981-1997), maire de Thiers (1977-2021). Sa famille maternelle était originaire de la commune, où il est désormais inhumé.

### Héraldique
Blason, coupé bleu azur sur la partie supérieure (chef), séparé de la partie basse (pointe) par cinq fusées d'argents. Sur la partie supérieure figurent deux clés en or entrecroisés, elles sont les clés du paradis, détenues, dans la religion chrétienne, par Saint Pierre, saint patron de la commune. Sur la pointe, une fleur de lys, certainement marque de l'ancienne seigneurie.